# Sodreira
Sodreira (llamado oficialmente A Sudreira) es un lugar español situado en la parroquia de Muniferral, del municipio de Aranga, en la provincia de La Coruña, Galicia.

## Demografía
| Gráfica de evolución demográfica de Sodreira entre 2000 y 2018 |
|                                                                |
| Datos según el nomenclátor publicado por el INE.               |